# Cá tuyết chấm đen
Cá tuyết chấm đen (tên khoa học Melanogrammus aeglefinus) là một loài cá nước mặn thuộc họ Cá tuyết. Nó là loài duy nhất trong đơn chi Melanogrammus. Nó được tìm thấy ở bắc Đại Tây Dương và các vùng biển liên quan, nơi nó là một loài quan trọng đối với nghề đánh bắt cá, đặc biệt là ở Bắc Âu, nơi nó được bán tươi, đông lạnh và hun khói; các loại hun khói bao gồm Finnan haddie và Arbroath smokie.
Nó có thể dễ dàng được nhận ra nhờ một đường màu đen chạy dọc theo mặt trắng của nó (không nên nhầm lẫn với cá minh thái có đường ngược lại, tức là đường màu trắng trên mặt đen) và một vết đen trên vạch ngực, thường được mô tả là "dấu vân tay" hoặc thậm chí là "dấu chân vân tay của hung thần" hoặc "dấu vân tay của Thánh Phêrô". Loài cá này được tìm thấy nhiều nhất ở độ sâu từ 40 đến 133 m, nhưng có thể sâu tới 300 m. Nó phát triển mạnh ở nhiệt độ từ 2 đến 10 °C. Các con tuổi vị thành niên ưa nước cạn hơn, và các con trưởng thành lớn hơn ưa nước sâu hơn. Nói chung, cá trưởng thành không thực hiện hành vi di trú lâu dài như cá con, nhưng các chuyển động theo mùa đã được biết là xảy ra ở mọi lứa tuổi. Loài cá này chủ yếu ăn động vật không xương sống nhỏ, mặc dù các cá thể lớn hơn thỉnh thoảng cũng có thể ăn cá.